# Кіпр на зимових Олімпійських іграх 2018
Кіпр на зимових Олімпійських іграх 2018, що проходили з 9 по 25 лютого 2018 у Пхьончхані (Південна Корея), була представлена 1 спортсменом в 1 виді спорту — гірськолижний спорт. Прапороносцем на церемонії відкриття Олімпіади був єдиний представник країни Дінос Лефкарітіс.
Країна водинадцяте взяла участь в зимових Олімпійських іграх. Кіпріотські спортсмени не здобули жодної медалі.

## Спортсмени
| Вид спорту          | Чоловіки | Жінки | Всього |
| ------------------- | -------- | ----- | ------ |
| Гірськолижний спорт | 1        | 0     | 1      |
| Усього              | 1        | 0     | 1      |

## Гірськолижний спорт
| Спортсмен        | Дисципліна                   | Спуск 1      | Спуск 1      | Спуск 2      | Спуск 2      | Разом        | Разом        | Разом |
| Спортсмен        | Дисципліна                   | Час          | Місце        | Час          | Місце        | Час          | Місце        |       |
| ---------------- | ---------------------------- | ------------ | ------------ | ------------ | ------------ | ------------ | ------------ | ----- |
| Дінос Лефкарітіс | гігантський слалом, чоловіки | не фінішував | не фінішував | не фінішував | не фінішував | не фінішував | не фінішував |       |
| Дінос Лефкарітіс | слалом, чоловіки             | не фінішував | не фінішував | не фінішував | не фінішував | не фінішував | не фінішував |       |